# Afrotheria
Afrotheria är en överordning i infraklassen högre däggdjur med ungefär 80 arter. Denna djurgrupp härstammar som namnet antyder från Afrika, och med några få undantag (den asiatiska elefanten och en art i ordningen hyraxar och sirendjuren) lever de fortfarande på denna kontinent.

## Kännetecken
Arterna i djurgruppen skiljer sig mycket i utseende, det finns vattenlevande arter som sirendjuren, jämförelsevis små arter med myror som huvudföda som jordsvin och mycket stora djur som elefanterna. De minsta arterna i överordningen finns i familjen tanrekar med en vikt av upp till 5 gram. Den största arten är stäppelefant (Loxodonta africana), som med en vikt av cirka fem ton är det största landdjuret. Förutom genetiska överensstämmelser kännetecknas dessa djur av en långdragen nos som ofta är rörlig. Det är inte avgjort om nosen kommer från en gemensam förfader eller om den uppkom genom konvergent evolution. Vidare finns i djurgruppen en rad ”primitiva” kännetecken, som de har gemensamt med andra däggdjursgrupper som kloakdjuren. Till exempel ligger hanarnas testiklar i buken och de saknar förmåga att uthärda temperaturskillnader lika bra som andra däggdjur. Orsaken till sistnämnda kännetecken kan dock vara att arterna av Afrotheria lever i varma klimatzoner.

## Evolution
Afrotheria skilde sig från andra däggdjursgrupper under kritaperioden för 105 miljoner år sedan vid storkontinenten Gondwanas sönderfall. Gruppens gemensamma förfader var troligtvis ett djur som levde i skogar och som hade insekter och växter som föda. Möjligen var förfadern gemensam med trögdjuren; denna kohort föreslås att kallas Atlantogenata. Liksom flera djurgrupper som under samma tid uppkom på kontinenten Laurasien intog arterna av Afrotheria olika ekologiska nischer i sina utbredningsområden; därför liknar tanrekar och guldmullvadar gruppen insektsätare (till exempel mullvadar), sirendjur har nästan samma kroppsbyggnad som valar och sälar och hyraxar liknar murmeldjur.

## Systematik
Överordningen bildas av 6 ordningar.
- Jordsvin (Tubulidentata) med en enda art.
- Springnäbbmöss (Macroscelidea) med 15 arter.
- Hyraxar (Hyracoidea) med 6 arter.
- Sirendjur (Sirenia) med fyra eller fem arter.
- Elefantdjur (Proboscidea) med en recent familj, Elephantidae, och 3 arter.
- Afrosoricida med 51 arter uppdelad i två familjer guldmullvadar (Chrysochloridae) och tanrekar (Tenrecidae).

Dessutom finns flera utdöda djurgrupper som antas vara medlemmar av Afrotheria.
- Bibymalagasia, med ett släkte, Plesiorycteropus, som liknade jordsvin och levde på Madagaskar.
- Embrithopoda, som liknade noshörningar.
- Desmostylia, som var anpassade för ett liv i vatten.

Enligt en taxonomisk studie från 2010 utvecklades överordningens ordningar enligt följande kladogram:
|  | Sirenia                                                    |
|  |                                                            |
|  | \| \| Hyracoidea \| \| \| \| \| \| Proboscidea \| \| \| \| |
|  |                                                            |
|  | Hyracoidea                                                 |
|  |                                                            |
|  | Proboscidea                                                |
|  |                                                            |

|  | Hyracoidea  |
|  |             |
|  | Proboscidea |
|  |             |

|                 | Tubulidentata                                                  |
|                 |                                                                |
| Afroinsectivora | \| \| Macroscelidea \| \| \| \| \| \| Afrosoricida \| \| \| \| |
|                 | \| \| Macroscelidea \| \| \| \| \| \| Afrosoricida \| \| \| \| |
|                 | Macroscelidea                                                  |
|                 |                                                                |
|                 | Afrosoricida                                                   |
|                 |                                                                |

|  | Macroscelidea |
|  |               |
|  | Afrosoricida  |
|  |               |

|                 | Tubulidentata                                                  |
|                 |                                                                |
| Afroinsectivora | \| \| Macroscelidea \| \| \| \| \| \| Afrosoricida \| \| \| \| |
|                 | \| \| Macroscelidea \| \| \| \| \| \| Afrosoricida \| \| \| \| |
|                 | Macroscelidea                                                  |
|                 |                                                                |
|                 | Afrosoricida                                                   |
|                 |                                                                |

|  | Macroscelidea |
|  |               |
|  | Afrosoricida  |
|  |               |

|  | Sirenia                                                    |
|  |                                                            |
|  | \| \| Hyracoidea \| \| \| \| \| \| Proboscidea \| \| \| \| |
|  |                                                            |
|  | Hyracoidea                                                 |
|  |                                                            |
|  | Proboscidea                                                |
|  |                                                            |

|  | Hyracoidea  |
|  |             |
|  | Proboscidea |
|  |             |

|                 | Tubulidentata                                                  |
|                 |                                                                |
| Afroinsectivora | \| \| Macroscelidea \| \| \| \| \| \| Afrosoricida \| \| \| \| |
|                 | \| \| Macroscelidea \| \| \| \| \| \| Afrosoricida \| \| \| \| |
|                 | Macroscelidea                                                  |
|                 |                                                                |
|                 | Afrosoricida                                                   |
|                 |                                                                |

|  | Macroscelidea |
|  |               |
|  | Afrosoricida  |
|  |               |

|                 | Tubulidentata                                                  |
|                 |                                                                |
| Afroinsectivora | \| \| Macroscelidea \| \| \| \| \| \| Afrosoricida \| \| \| \| |
|                 | \| \| Macroscelidea \| \| \| \| \| \| Afrosoricida \| \| \| \| |
|                 | Macroscelidea                                                  |
|                 |                                                                |
|                 | Afrosoricida                                                   |
|                 |                                                                |

|  | Macroscelidea |
|  |               |
|  | Afrosoricida  |
|  |               |